# Wypożyczanie książek elektronicznych

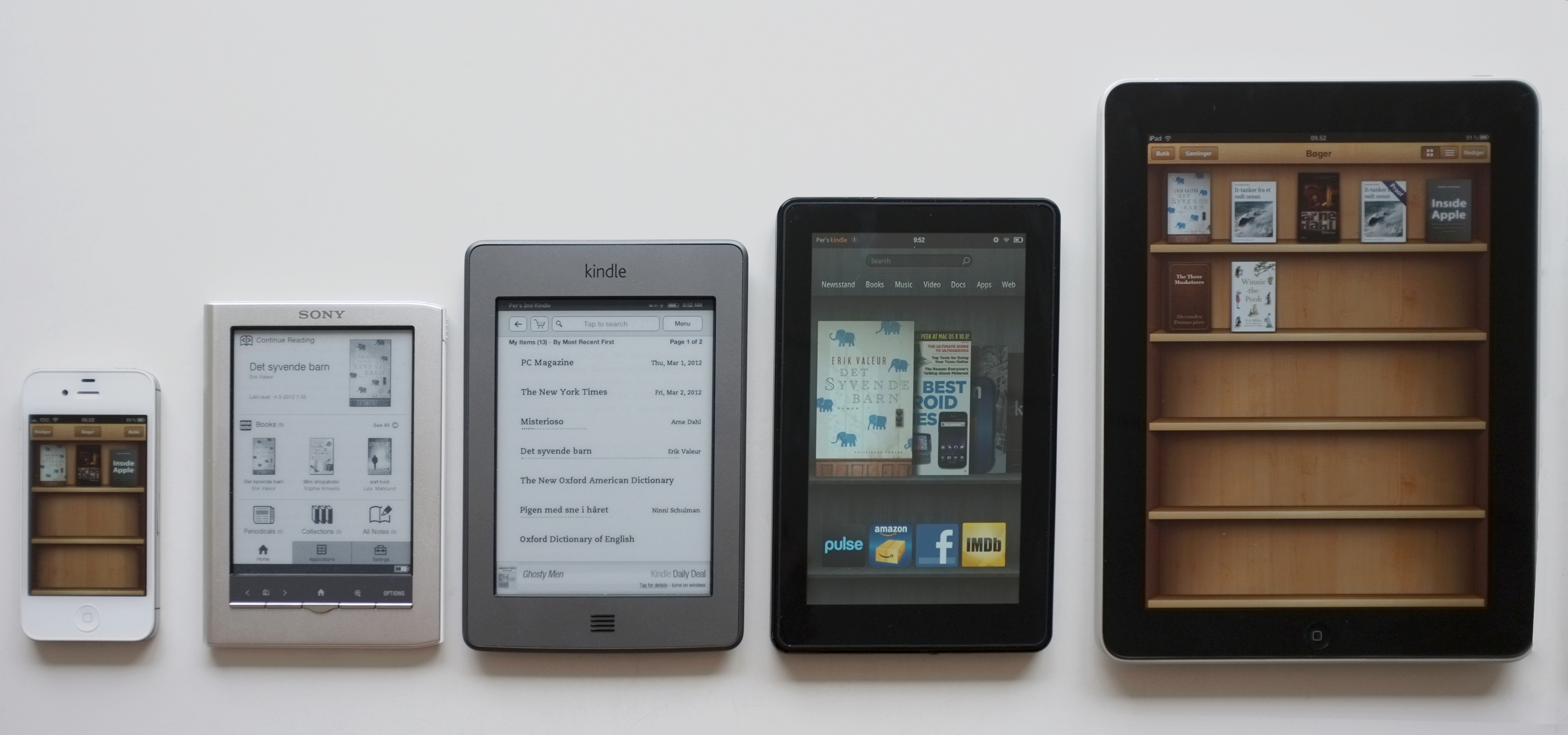
Przykłady urządzeń służących do czytania książek elektronicznych

Wypożyczanie książek elektronicznych (e-booków) lub wypożyczenia cyfrowe (ang. e-lending) to praktyka stosowana przez biblioteki, polegająca na udostępnianiu czytelnikom książek elektronicznych (e-booków, jak również audiobooków) w trybie online lub jako wcześniej pobranych plików. Praktyka ta opiera się na systemach zarządzania prawami cyfrowymi (DRM), wbudowanych w pliki, które powodują, że dostęp do książki kończy się w momencie upłynięcia okresu wypożyczenia. Książki elektroniczne są najczęściej udostępniane na urządzenia mobilne, takie jak smartfony, tablety czy czytniki do e-booków.
Wypożyczanie książek elektronicznych różni się od wypożyczania książek papierowych. Tradycyjnie, biblioteki kupują i wypożyczają książki w formie papierowej bez konieczności wnoszenia o specjalne zezwolenie od wydawców na ich zakup i wypożyczanie. W przypadku e-booków, ich wypożyczanie wiąże się z tworzeniem kopii cyfrowych, co sprawia, że musi ono odbywać się za zgodą właścicieli praw autorskich. W rezultacie wydawcy sprzedają bibliotekom e-booki w formie licencyjnych, a na dodatek mają prawo decydować o warunkach, na podstawie których biblioteki mogą uzyskiwać dostęp do książek i je wypożyczać czytelnikom. Warunki te mogą określać długość trawania licencji, liczbę wypożyczeń, a także to, czy wypożyczenia mają miejsce symultanicznie, czy konsekutywnie. Wydawcy mogą także stosować embargo na wybrane tytuły, uniemożliwiając tym samym bibliotekom dostęp do najnowszych tytułów, co motywowane jest chęcią zwiększenia dochodów w komercyjnych kanałach dystrybucyjnych.
Alternatywą dla modeli licencyjnych jest model kontrolowanych wypożyczeń cyfrowych, praktykowany m.in. przez organizację non-profit Internet Archive.
Wypożyczenia cyfrowe mogą również być powiązane z modelem Zakup Decyzją Czytelnika, dzięku któremu dystrybutor udostępnia bibliotece katalog tytułów, a decyzja co do zakupu każdego z nich jest pozostawiona czytelnikowi. W tym przypadku jednak biblioteka może określić warunki zakupu, takie jak maksymalna cena za tytuł w wersji cyfrowej, co pozwala kontrolować budżet zakupowy.

## Tło historyczne

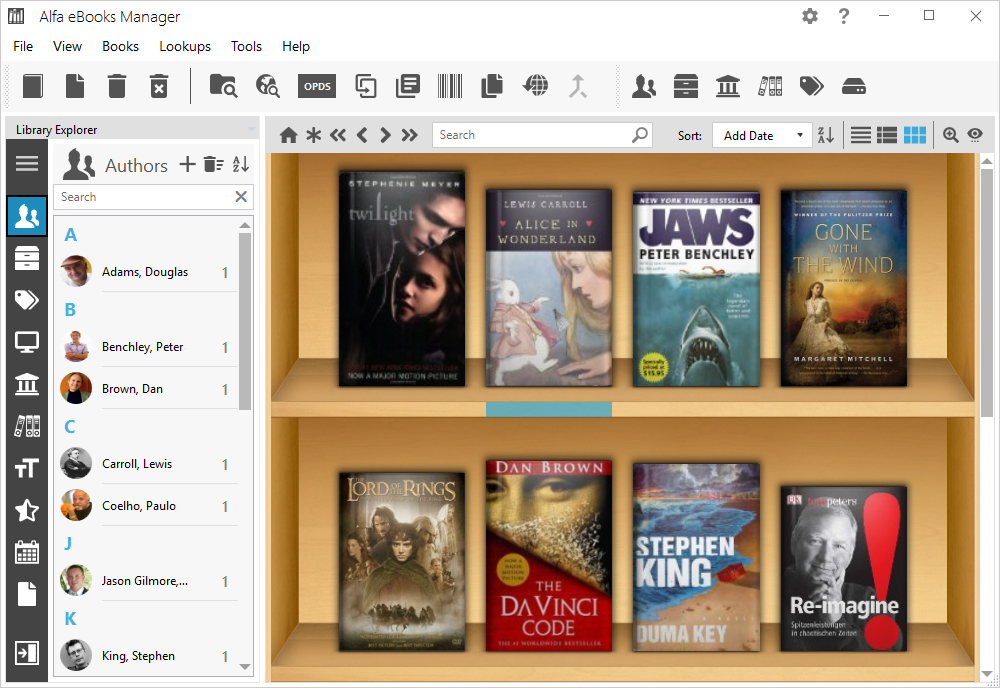
Przykład platformy służącej do wypożyczania e-booków.

W latach 90. XX wieku wiele bibliotek publicznych zainteresowało się udostępnianiem książek elektronicznych pod wpływem rozwoju Projektu Gutenberg. Równocześnie wielu wydawców zaczęło również sprzedawać książki w tym formacie, zwłaszcza tytuły cieszące się największym zainteresowaniem czytelników. Ze względu jednak na ograniczenia technologiczne (dostęp do Internetu, odpowiednie urządzenia mobilne), wypożyczenia wypożyczenia cyfrowe zyskały popularność dopiero na początku lat 10. XXI wieku, wraz z rozwojem technologii i pojawieniem się na rynku komercyjnym Amazon Kindle. Obecnie, w wielu krajach na świecie, wypożyczenia cyfrowe stanowią istotną część usług oferowanych przez biblioteki publiczne. 

## Biblioteki
W 2014 roku ponad 90% bibliotek publicznych w USA oferuje wypożyczanie cyfrowe Wiele z tych bibliotek korzysta z usług dystrybutora OverDrive, który zapewnia dostęp do e-booków dla około 43 000 bibliotek i szkół w 76 krajach na całym świecie. Overdrive to jedyna usługa wypożyczeń cyfrowych, która współpracuje z czytnikiem Amazon Kindle, ale ta funkcja jest ograniczona tylko do użytkowników w USA.
Jedno z badań dotyczących wypożyczeń międzybibliotecznych pokazało, że 92% bibliotek miało e-booki w swoich zbiorach i 27% negocjowało możliwość wypożyczeń międzybibliotecznych właśnie dla książek elektronicznych. Badanie to wykazało jednak występowanie wielu barier w wypożyczeniach międzybibliotecznych e-booków.

## Wydawcy
Amerykański wydawca HarperCollins w 2011 roku umożliwił bibliotekom wypożyczanie e-booków 26 razy w ramach jednej licencji, po czym książka znikała z kolekcji i licencja musiała zostać ponownie zakupiona. W 2018 roku inne wydawnictwo, Penguin Random House ogłosiło, że wszystkie jego e-booki będą udostępniane wyłącznie poprzez licencje trwające dwa lata, po czym również będą znikały ze zbiorów bibliotek. Jeszcze inny wydawca, Hachette Book Group udostępnia niektóre swoje książki w ramach wypożyczeń cyfrowych w Stanach Zjednoczonych i Kanadzie, ale odmawia tego w innych krajach Wspólnoty Narodów, takich jak Wielka Brytania, Australia i Nowa Zelandia. Amazon Publishing jest piątym co do wielkości dystrybutorem e-booków na świecie, ale do 2019 roku odmawiał również udostępniania bibliotekom publicznym niezależnie od kraju.

## Autorzy
Cyfrowe wypożyczenia biblioteczne w niektórych krajach zostały włączone w ramy istniejących już systemów wynagrodzeń za wypożyczenia biblioteczne, Public Lending Right, tzn. pisarze otrzymują wynagrodzenie nie tylko za wypożyczenia biblioteczne książek papierowych, ale również elektronicznych (e-booków i audiobooków). Takie rozwiązania do tej pory wprowadzono w Kanadzie (2016), Danii (2018) oraz w Wielkiej Brytanii (2018).